# Polvo-de-anéis-azuis
O polvo-de-anéis-azuis (Hapalochlaena maculosa) é uma espécie de polvo conhecida pelos visíveis anéis azuis no seu corpo e pelo veneno muito poderoso que possui. O polvo de anéis azuis vive na costa da Austrália e é muito pequeno, possuindo apenas 12 cm.

## Alimentação
A sua dieta consiste tipicamente de caranguejos pequenos e camarão, mas pode também alimentar-se de peixes quando a oportunidade surge. Ele salta para a presa, morde-a e usa o seu bico para a rasgar aos poucos. Suga a carne para fora do exoesqueleto do crustáceo. Em condições de laboratório foram vistos em atos de canibalismo, comendo elementos da mesma espécie, embora isto não seja observado na natureza.

## Veneno
O seu veneno é uma grande mistura de compostos tóxicos conhecidos como tetrodotoxina, é capaz de matar as vítimas com grande facilidade, sendo que uma dose é capaz de matar 20 homens. Se equipara ao veneno do Conus, um caracol marinho igualmente venenoso. Poucas vezes se pensaria num polvo como um animal venenoso e, contudo, esta espécie que habita na Grande Barreira de Coral Australiana e é um dos animais mais venenosos do planeta. A quantidade de veneno de uma mordedura deste polvo, é suficiente para matar em poucos minutos vinte pessoas ou um animal do tamanho de um búfalo com cerca de 1200 Kg. Por sorte, os acidentes com humanos são raríssimos, já que não há antídoto para o veneno deste polvo.